# The Living Edens
The Living Edens is een Amerikaanse documentaireserie die van 1997 tot 2003 werd uitgezonden op de Public Broadcasting Service (PBS). De serie wordt verteld door onder andere James Coburn, Peter Coyote, Linda Hunt en Sally Kellerman. Reader's Digest financierde de serie gedeeltelijk en ontving in ruil daarvoor verschillende marketingrechten. De serie won 10 prijzen, waarvan 8 News & Documentary Emmy Awards.

## Afleveringen
| Afl. | Titel                                              | Verteller(s)                            | Originele uitzenddatum |
| ---- | -------------------------------------------------- | --------------------------------------- | ---------------------- |
| 1    | Denali - Alaska Great Wilderness                   | Peter Coyote                            | 5 februari 1997        |
| 2    | Patagonia - Life at the End of the Earth           | Sally Kellerman                         | 30 april 1997          |
| 3    | Namib - Africa Burning Shore                       | Linda Hunt                              | 16 juli 1997           |
| 4    | Manu - Peru Hidden Rainforest                      | Edward James Olmos                      | 12 november 1997       |
| 5    | Etosha - Africa Untamed Wilderness                 | Lauren Bacall                           | 11 februari 1998       |
| 6    | Bhutan - The Last Shangri-La                       | Donald Sutherland                       | 13 mei 1998            |
| 7    | Palau - Paradise of the Pacific                    | James Coburn                            | 15 juli 1998           |
| 8    | Madagascar - A World Apart                         | Maya Angelou                            | 4 november 1998        |
| 9    | South Georgia Island - Paradise of Ice             | Avery Brooks                            | 20 januari 1999        |
| 10   | Borneo - Island in the Wild                        | James Coburn                            | 28 april 1999          |
| 11   | Kakadu - Australia Ancient Wilderness              | Peter Coyote                            | 14 juli 1999           |
| 12   | Canyonlands - America's Wildwest                   | Sally Kellerman                         | 17 november 1999       |
| 13   | Thailand - Jewel of the Orient                     | Faye Dunaway                            | 26 januari 2000        |
| 14   | Kamchatka - Siberia Forbidden Wilderness           | Linda Hunt                              | 10 mei 2000            |
| 15   | Ngorongoro - Africa Cradle of Life                 | Christina Pickles                       | 26 juli 2000           |
| 16   | Anamalai - India Elephant Mountain                 | Anne Bancroft                           | 8 november 2000        |
| 17   | Yellowstone - America Sacred Wilderness            | Paul Schullery                          | 31 januari 2001        |
| 18   | Costa Rica - Land of Pure Life                     | Holland Taylor                          | 29 mei 2001            |
| 19   | Tasmania - Land of the Devils                      | Linda Hunt                              | 12 juni 2001           |
| 20   | Glacier Bay - Alaska Wild Coast                    | Peter Coyote                            | 20 november 2001       |
| 21   | Temple of the Tiger - India Bandhavgarh Wilderness | Frank Langella                          | 5 mei 2002             |
| 22   | Patagonia: Tuxedo Junction                         |                                         | 16 juni 2002           |
| 23   | Big Sur - California Wild Coast                    | Sally Kellerman                         | 24 november 2002       |
| 24   | The Lost World - Venezuela Ancient Tepuis          | Ewan Bailey Richard Doyle Adrian Warren | 14 september 2003      |
| 25   | Arctic Oasis - Canada Southampton Island           | Archie Angnakakbr                       | 21 december 2003       |